# Bernard Darniche
Bernard Darniche (Senon, França, 28 de març de 1942) fou un pilot de ral·lis françès guanyador del Campionat de França de Ral·lis els anys 1972, 1976 i 1978, així com del Campionat europeu de ral·lis els anys 1976 i 1977, ambdues amb un Lancia Stratos HF.
Al llarg de la seva trajectòria aconseguí 7 victòries al Campionat Mundial de Ral·lis en imposar-se en el Ral·li del Marroc de 1973, al Ral·li Monte-Carlo de 1979 i al Tour de Còrsega dels anys 1975, 1977, 1978, 1979 i 1981.
És el pilot amb un nombre més gran de victòries al Tour de Còrsega junt amb Didier Auriol, aconseguint sis victòries en aquesta prova cadascú. A les anteriorment ja citades dins del Campionat Mundial, cal afegir-hi la victòria de Darniche l'any 1970.
També disputà diversos anys les 24 hores de Le Mans, aconseguint la victòria a la seva categoria a l'edició de 1978 amb un Rondeau M378-Cosworth junt Jacky Haran i Jean Rondeau i a l'edició de 1979 amb un Rondeau M379-Cosworth junt Jean Ragnotti.

## Victòries al WRC
| # | Ral·li                   | Any  | Copilot    | Vehicle             |
| - | ------------------------ | ---- | ---------- | ------------------- |
| 1 | 16ème Rallye du Maroc    | 1973 | Alain Mahé | Alpine-Renault A110 |
| 2 | 19ème Tour de Corse      | 1975 | Alain Mahé | Lancia Stratos HF   |
| 3 | 21ème Tour de Corse      | 1977 | Alain Mahé | Fiat 131 Abarth     |
| 4 | 22ème Tour de Corse      | 1978 | Alain Mahé | Fiat 131 Abarth     |
| 5 | 47ème Rallye Monte-Carlo | 1979 | Alain Mahé | Lancia Stratos HF   |
| 6 | 23ème Tour de Corse      | 1979 | Alain Mahé | Lancia Stratos HF   |
| 7 | 25ème Tour de Corse      | 1981 | Alain Mahé | Lancia Stratos HF   |